# Nikolaï Kotchmarov
Nikolaï Kotchmarov (en biélorusse : Николай Кочмаров) est un joueur biélorusse de volley-ball né le 1er mai 1987. Il mesure 2,04 m et joue attaquant. Il est international biélorusse.

## Clubs
| Club                   | De        | À         |
| ---------------------- | --------- | --------- |
| Metallourg Jlobine     |           | 2012-2013 |
| VK Chakhtior Salihorsk | 2013-2014 | ...       |

## Palmarès
- Championnat de Biélorussie
  - Finaliste : 2010